# Vertemate con Minoprio
Vertemate con Minoprio là một đô thị ở tỉnh Como trong vùng Lombardia, có cự ly khoảng 30 km về phía bắc của Milan và khoảng 9 km về phía nam của Como. Tại thời điểm ngày 31 tháng 12 năm 2004, đô thị này có dân số 3.913 người và diện tích là 5,8 km².
Đô thị Vertemate con Minoprio có các frazioni (các đơn vị trực thuộc, chủ yếu là các làng) Minoprio and Vertemate.
Vertemate con Minoprio giáp các đô thị: Cadorago, Cantù, Cermenate, Cucciago, Fino Mornasco.